# Chiesa madre (Picerno)
La chiesa madre di Picerno è il più importante luogo di culto del paese in provincia di Potenza. La chiesa, dedicata a san Nicola di Bari, patrono del paese, si innalza sulla collina più alta di Picerno sovrastando con la sua mole l'intero centro abitato.

## Storia
Essa è attestata fin dai primi anni del Seicento, ma era di dimensioni più limitate rispetto a quella attuale. Agli inizi del secolo successivo venne realizzato un ampliamento della fabbrica grazie alla donazione del sito nel 1727 ad opera del principe Giovanni Battista Maria Pignatelli. Il progetto, commissionato all'architetto di Picerno Biagio Calenda, inglobò parte del castello medievale determinando una delle più importanti trasformazioni urbanistiche della storia di Picerno.
I lavori, completati tra il 1754 e il 1757, hanno consegnato alla storia una delle architetture più imponenti e maestose della Regione.
La chiesa venne in parte distrutta nel 1799. Riedificata nel 1804, subì gravi danni in seguito al terremoto del 1857; la perizia per la riparazione venne affidata all'architetto Giuseppe Brancato che in due anni portò a termine i lavori. Un ulteriore intervento venne realizzato tra il 1921 e il 1923 con il rifacimento della scalinata di accesso e la realizzazione della cuspide del campanile, finanziati dalla comunità picernese. 
Nessun'altra opera fu eseguita fino al 1979, quando iniziarono i lavori di messa in sicurezza della chiesa per motivi di pubblica incolumità. 
Essi tuttavia, vennero immediatamente sospesi in seguito al terremoto del 1980 che impose la necessità di un progetto di consolidamento generale dell'edificio i cui lavori, consegnati il 9 gennaio 1988, vennero completati nel dicembre 1989.

### Il patrimonio artistico
L'aula, ad impianto basilicale, è a tre navate divise da pilastri con arco trionfale poggiante su due colonne sormontate da capitelli corinzi. Nell'intradosso della volta dell'abside vi è un dipinto (1775) venuto alla luce nel 1987 in cui è raffigurata al centro la colomba circondata da un ampio loggiato: esso rappresenta uno dei pochi esempi di pittura illusionistica presente in Basilicata.
Le cappelle delle navate laterali conservano pregiati arredi sacri e dipinti di notevole fattura artistica, come il polittico del Salvatore (1548), l'altare di San Nicola (1756), l'altare di Santa Filomena (1756) sul quale vi è un dipinto ad olio su tela (1759) raffigurante la Madonna che schiaccia il serpente, l'altare della Candelora (1761), l'altare dedicato al battesimo di Gesù e quello del Rosario di fine Cinquecento.
In sacrestia invece, vi è un pregiato olio su tela di Giovanni De Gregorio, detto "il Pietrafesa", raffigurante la Natività risalente alla fine del secolo XVI. La cripta, ubicata sotto il pavimento della navata centrale, già parte integrante del castello medievale, conserva affreschi venuti alla luce nel 1989 risalenti al XIII secolo, raffiguranti San Nicola e scene della vita. Dalla navata destra, tramite una scala, si accede al locale sottostante costituito dalla chiesa inferiore della Congrega di Gesù Bambino, le cui pareti risultano affrescate con motivi della Passione di Cristo.
L'opera, di scuola napoletana, è da ascrivere alla seconda metà del '700. Il prospetto principale, in stile barocco, è caratterizzato da una scalinata monumentale realizzata con pietra vulcanica di colore grigio scuro e una facciata con grande ingresso centrale sul quale è collocata la statua in marmo di San Nicola. Sulla destra vi è un'entrata più piccola con alla sommità l'indicazione della data di realizzazione (1728), mentre sul fronte sinistro svetta il maestoso campanile costituito da piani digradanti, nettamente divisi da cornicioni. I primi tre piani sono a pianta quadrangolare, gli ultimi due a pianta ottagonale. Un grande orologio troneggia all'ultimo piano.
Di pregevole valore artistico le due porte in bassorilievo bronzeo e struttura portante in acciaio, realizzate dallo scultore Paolo Cataldi di Monopoli. La porta grande di mt. 4.4 x 2.2, fu montata i primi giorni d'agosto del 2009 e inaugurata il 4 agosto dall'arcivescovo Agostino Superbo. Il bassorilievo si sviluppa su otto pannelli: i quattro pannelli superiori dedicati a San Nicola e a due dei suoi miracoli, in particolare quello del grano e quello delle tre fanciulle salvate dalla prostituzione; i quattro inferiori dedicati a episodi passati e recenti della storia di Picerno: dai fatti eroici della rivoluzione napoletana del 1799 che le fecero meritare l'appellativo di "Leonessa della Lucania", al dramma dell'emigrazione; dalle immagini relative all'economia agro-pastorale del passato, a quelle della modernità. Tali temi furono suggeriti e voluti dal donatore della porta, un figlio di Picerno, il cardiochirurgo Carmine Curcio, che successivamente approfondì gli stessi argomenti in un suo libro del 2009 intitolato "Storie di Santi, di Eroi e di Emigranti: la porta di San Nicola a Picerno". L'altra porta, quella piccola, venne montata il primo agosto del 2011 e inaugurata il 3. Il tema del bassorilievo, che viene sviluppato su quattro pannelli, è quello della compatibilità tra scienza e fede, voluto anch'esso dal donatore. I due pannelli superiori sono dedicati alla fede, con la raffigurazione della Resurrezione a sinistra e delle tre donne che scoprono il sepolcro vuoto a destra; i due pannelli inferiori sono dedicati alla scienza: a sinistra Galileo Galilei, fondatore della scienza moderna, attorniato da alcuni discepoli; a destra, la raffigurazione di alcuni importanti traguardi raggiunti dalla scienza e dalla moderna tecnologia nel XX secolo: il principio di relatività di Einstein, lo sbarco sulla luna, la doppia elica del DNA i cui prolungamenti si estendono fino ad avvolgere simbolicamente tutta l'umanità rappresentata da una piccola folla alla base del pannello. Anche il tema di questa porta fu successivamente approfondito dal donatore Carmine Curcio in un suo libro del 2013 intitolato " Scienza e fede, dove conduce la ragione".

## La religiosità a Picerno
A Picerno, la religione era molto sentita. Le chiese e le cappelle gentilizie erano numerose; oggi ne restano ancora una quindicina. La devozione maggiore era per San Rocco e San Nicola. La devozione ai Santi si manifestava soprattutto recitando delle preghiere, partecipando ai pellegrinaggi, alle processioni festive. 
Per ottenere la "grazia" quindi pregavano, vivevano da buoni cristiani, evitavano il peccato, erano fedeli alla chiesa, facevano doni. La devozione ai santi era diventata cerimonia pubblica caratterizzata da notevole partecipazione nelle cosiddette "feste dei santi".
I giovani vi si recavano con i migliori abiti, mostravano la loro nobiltà nel suonare l'organetto, giocavano a morra, cercavano di attirare l'attenzione delle ragazze, si ubriacavano nelle cantine e sovente si finiva con risse. Queste ultime scoppiavano anche quando squadre di varie contrade competevano fra di loro con offerte di grano per portare a spalla la statua del santo.
Le rivalità scoppiavano soprattutto fra gli abitanti "r'lu chianiedd" e "r'mbèra la terr".
In tempo di siccità si facevano processioni di penitenza e di preghiere a San Nicola. I fedeli, scalzi, si recavano fino al Salvatore, le fanciulle portavano sul capo una corona di spine, gli uomini si legavano al collo grosse pietre mediante una fune, mentre con un'altra coda si infliggevano duri colpi sul corpo.
Il 15 giugno presso la croce di San Vito si facevano i "turn". Animali e fedeli giravano tre volte consecutive intorno alla croce, poi veniva benedetto il pane e lo si dava anche ai cani perché San Vito li proteggesse dalla rabbia. Si celebravano: tredici messe a S. Antonio, la novena a S. Nicola e "lu tridue" a tutti i santi.